# 厄瓜多爾蕾蝌蚪鯰
厄瓜多爾蝌蚪鯰，為輻鰭魚綱鯰形目蝌蚪鯰科的其中一種，為熱帶淡水魚類，分布於南美洲厄瓜多爾Napo河流域，體長可達4.9公分，棲息在底層水域，生活習性不明。